# Xã Ste. Genevieve, Quận Ste. Genevieve, Missouri
Xã Ste. Genevieve (tiếng Anh: Ste. Genevieve Township) là một xã thuộc quận Ste. Genevieve, tiểu bang Missouri, Hoa Kỳ. Năm 2010, dân số của xã này là 8.991 người.